# Beautiful Africa
Albums de Rokia Traoré
Tchamantché
(2008) Né So
(2016)
Beautiful Africa est un album de Rokia Traoré, sorti le 1er avril 2013 sur le label Nonesuch Records.

## Liste des titres de l'album
1. Lalla
2. Kouma
3. Sikey
4. Ka moun kè
5. Mélancolie
6. N'téri
7. Tuit tuit
8. Beautiful Africa
9. Sarama